# Australiens MotoGP 2007
Australiens MotoGP 2007 var ett race som kördes den 14 oktober på Phillip Island.

## MotoGP
Hemmasonen Casey Stoner vann övertygande sin nionde seger för säsongen. Han tog starten, och var sedan aldrig hotad. Loris Capirossi tog andraplatsen, vilket gjorde Ducatis helg komplett. Valentino Rossi slutade trea, medan Dani Pedrosa fick se sig slagen, vilket gjorde att Rossi tog ett starkt grepp om andraplatsen i VM. Marco Melandri var även han inblandad i kampen om pallplatser, men föll tillbaka på grund av däcksproblem.

### Resultat
| Plats | Förare           | Märke    | Grid | Kvaltid  |
| ----- | ---------------- | -------- | ---- | -------- |
| 1     | Casey Stoner     | Ducati   | 3    | 1.29,816 |
| 2     | Loris Capirossi  | Ducati   | 5    | 1.30,090 |
| 3     | Valentino Rossi  | Yamaha   | 2    | 1.29,419 |
| 4     | Dani Pedrosa     | Honda    | 1    | 1.29,201 |
| 5     | Alex Barros      | Ducati   | 7    | 1.30,325 |
| 6     | Randy de Puniet  | Kawasaki | 6    | 1.30,110 |
| 7     | John Hopkins     | Suzuki   | 14   | 1.31,386 |
| 8     | Chris Vermeulen  | Suzuki   | 16   | 1.31,810 |
| 9     | Colin Edwards    | Yamaha   | 11   | 1.30,676 |
| 10    | Marco Melandri   | Honda    | 12   | 1.31,078 |
| 11    | Carlos Checa     | Honda    | 13   | 1.31,203 |
| 12    | Anthony West     | Kawasaki | 10   | 1.30,649 |
| 13    | Shinya Nakano    | Honda    | 8    | 1.30,612 |
| 14    | Sylvain Guintoli | Yamaha   | 9    | 1.30,621 |
| 15    | Toni Elías       | Honda    | 18   | 1.32,442 |
| 16    | Makoto Tamada    | Yamaha   | 15   | 1.31,595 |
| 17    | Kurtis Roberts   | KR-Honda | 19   | 1.32,948 |
| 18    | Nicky Hayden     | Honda    | 4    | 1.29,932 |
| 19    | Chaz Davies      | Ducati   | 17   | 1.32,043 |